# Heckler & Koch HK CAWS
La Heckler & Koch HK CAWS (H&K CAWS) era un prototip d'escopeta automàtica, dissenyada com a escopeta de combat, i coproduïda per Heckler & Koch i Winchester Repeating Arms Company/Olin Corporation durant la dècada de 1980. Va ser la entrada de Heckler & Koch en la producció d'armament de curta distància de l'Exèrcit dels Estats Units d'Amèrica.
Es una escopeta de 10 cartutxos, de calibre 12, de tipus Bullpup, amb dos modes de dispar: semiautomàtic i automàtic. Endemés, l'arma es ambidextres.

## Desenvolupament
El programa CAWS va començar a principis de la dècada de 1980, els Estats Units. L'objectiu era desenvolupar una nova generació d'armes de foc, capaces de disparar en ràpids impulsos diversos projectils, amb una distància efectiva d'uns 150 metres. Utilitzant diversos projectils augmentava la probabilitat d'impactar en l'objectiu en combat. Un dels equips que va entrar en el projecte CAWS va ser Heckler & Koch (companyia d'Alemanya), fent parella amb Winchester Corp. (companyia dels EUA). Heckler & Koch va ser responsable de desenvolupar l'arma, i Winchester s'encarregava de fer els nous tipus de municions. Encara que es va provar per l'Exèrcit dels Estats Units d'Amèrica, la CAWS va ser cancel·lada, i la producció va parar.

## En la cultura popular
Es pot veure en alguns jocs, com per exemple e, videojoc Fallout 2 (1998), Twilight 2000 (1991) i en alguns llibres de thrillers, com Seal Team Seven 02: Specter.